# Duplicação do cubo

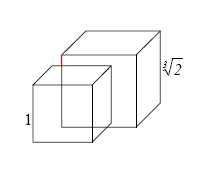
Dobrando o volume

A duplicação do cubo ou o problema de Delos é o problema de geometria que consiste em obter um método para, dada a aresta de um cubo, construir, com régua e compasso, a aresta do cubo cujo volume é o dobro do cubo inicial.

## Introdução
Era do conhecimento dos Pitagóricos que dado um quadrado era possível construir um novo quadrado com o dobro de sua área. Tal problema é relatado por Platão em um dos seus diálogos, Ménon, que trata do ensino da virtude. Nesse diálogo Sócrates é retratado ensinando um jovem escravo a duplicar um quadrado.

### Trecho do diálogo

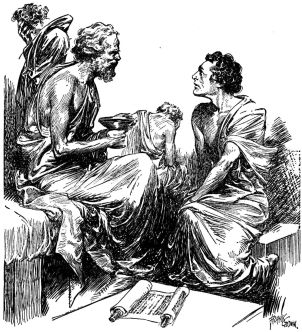
Sócrates lecionando

Sócrates: - Examina, agora, o que em seguida a estas dúvidas ele irá descobrir, procurando comigo. Só lhe farei perguntas; não lhe ensinarei nada! Observa bem se o que faço é ensinar e transmitir conhecimentos, ou apenas perguntar-lhe o que sabe. (E, ao escravo): Responde-me: não é esta a figura de nosso quadrado cuja área mede quatro pés quadrados?

Escravo: - É.

Sócrates: - A este quadrado não poderemos acrescentar este outro, igual? 

Escravo: - Podemos.
 
Sócrates: - Que múltiplo do primeiro quadrado é a grande figura inteira? 

Escravo: - O quádruplo. 

Sócrates: - E devíamos obter o dobro, recordaste? 
Escravo: - Sim. 

Sócrates: - E esta linha traçada de um vértice a outro da cada um dos quadrados interiores não divide ao meio a área de cada um deles? 

Escravo: - Divide. 

Sócrates: - E não temos assim quatro linhas que constituem uma figura interior? 

Escravo: - Exatamente. 

Sócrates: - Repara, agora: qual é a área desta figura? 

Escravo: - Não sei. 

Sócrates: - Vê: dissemos que cada linha nestes quatro quadrados dividia cada um pela metade, não dissemos? 

Escravo: - Sim, dissemos. 

Sócrates: - Bem; então quantas metades temos aqui? 

Escravo: - Quatro. 

Sócrates: - E aqui?

Escravo: - Duas. 

Sócrates: - E em que relação aquelas quatro estão para estas duas? 

Escravo: - O dobro. 

Sócrates: - Logo, quantos pés quadrados mede esta superfície? 

Escravo: - Oito. 

Sócrates: - E qual é seu lado? 

Escravo: - Esta linha. 

Sócrates: - A linha traçada no quadrado de quatro pés quadrados, de um vértice a outro? 

Escravo: - Sim. 

Sócrates: - Os sofistas dão a esta linha o nome de diagonal e, por isso, usando esse nome, podemos dizer que a diagonal é o lado de um quadrado de área dupla, exatamente como tu, ó escravo de Mênon, o afirmaste. 

Escravo: - Exatamente, Sócrates!
É provável que os gregos tenham então transposto tal problema para as figuras sólidas, começando com o cubo, isto é, encontrar a aresta de um cubo com o dobro do volume de um cubo dado.

## História

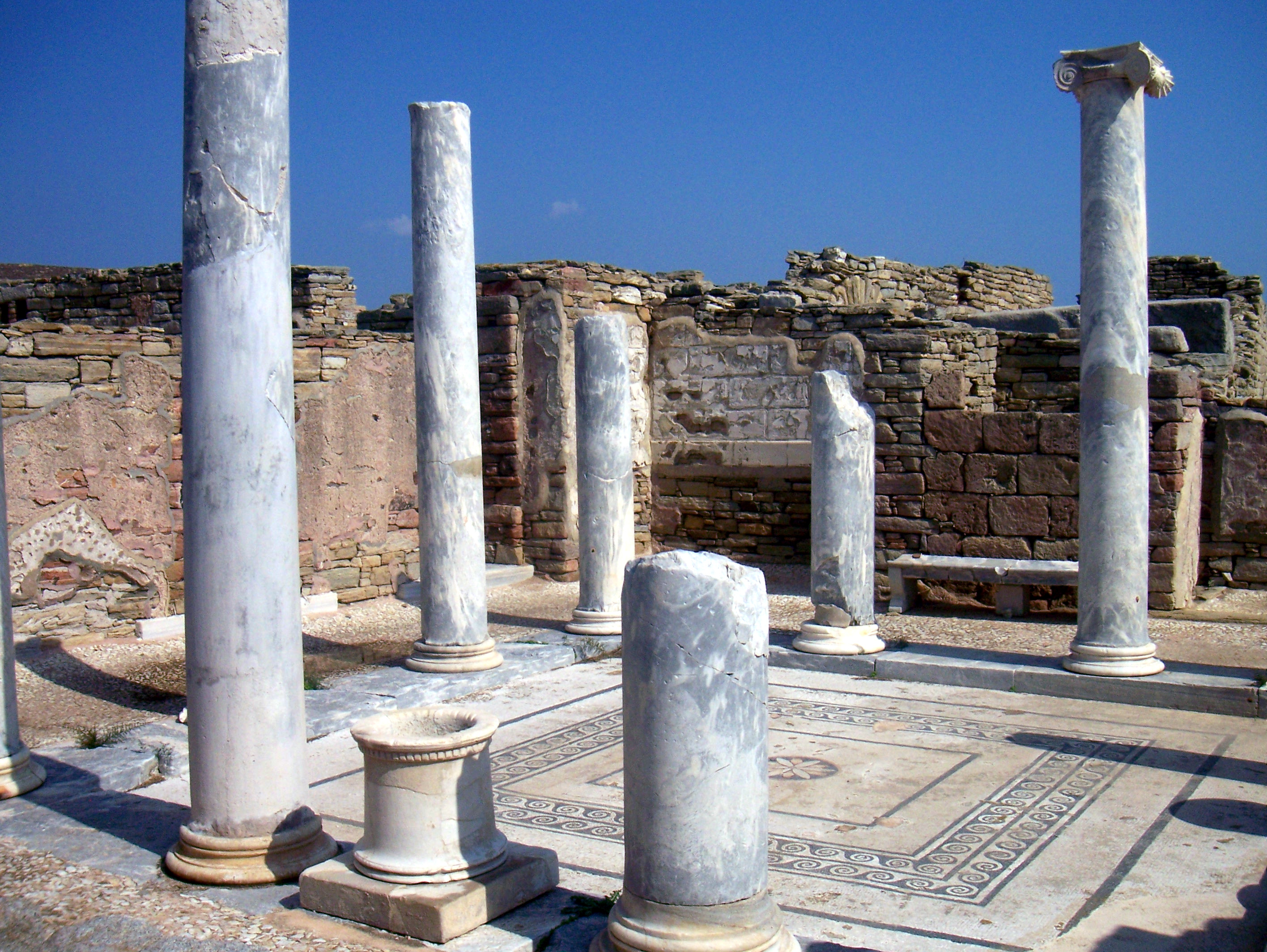
Ruínas em Delos

Com relação as origens desse famoso problema existe uma lenda que conta que em 427 a.C. Péricles morrera de peste juntamente com um quarto da população de Atenas. Consternados por essa enorme perda, os habitantes consultaram o oráculo de Apolo em Delos sobre como combater a doença. A resposta foi que o altar de Apolo, que possuía o formato de um cubo, deveria ser duplicado. Prontamente os atenienses dobraram as dimensões do altar mas isso não afastou a peste. O volume fora multiplicado por oito e não por dois. Com essa história, dada a aresta de um cubo, construir só com régua e compasso a aresta de um segundo cubo tendo o dobro do volume do primeiro, ficou conhecido como problema deliano.

## Solução tridimensional
Arquitas de Tarento deu uma notável contribuição ao problema com a seguinte solução, facilmente descrita em linguagem de geometria analítica:
Seja {\displaystyle a\,\!} a aresta do cubo a ser duplicado e seja {\displaystyle (a,0,0)\,\!} o centro de três círculos mutuamente ortogonais de raio {\displaystyle a\,\!} e cada um situado num plano perpendicular a um eixo coordenado. Sobre o círculo perpendicular ao eixo {\displaystyle Ox\,\!} construa-se um cone circular com vértice em {\displaystyle (0,0,0)\,\!}; sobre o círculo no plano {\displaystyle xy\,\!} construa-se um cilindro circular reto; seja o círculo no plano {\displaystyle xz\,\!} girado em torno do eixo {\displaystyle Oz\,\!} para gerar um toro.
As equações dessas superfícies são respectivamente:
- {\displaystyle x^{2}=y^{2}+z^{2}\,\!}
- {\displaystyle 2ax=x^{2}+y^{2}\,\!}
- {\displaystyle (x^{2}+y^{2}+z^{2})^{2}=4a^{2}(x^{2}+y^{2})\,\!}

Essas três superfícies se encontram num ponto cuja coordenada {\displaystyle x\,\!} é {\displaystyle a\cdot \ {\sqrt[{3}]{2}}}, que é a aresta do cubo procurado.

## Solução com dobraduras de papel
A partir dos trabalhos de Paolo Ruffini, Niels Henrik Abel e Évariste Galois, no século XIX, foi demonstrado que é impossível resolver este problema usando apenas régua e compasso. No entanto, é curioso que o problema possa ser resolvido por meio de dobraduras de uma folha de papel. De fato, a resolução do problema envolve o cálculo da raiz de {\displaystyle x^{3}-2=0}. Tem sido mostrado que, com dobraduras de papel, é possível resolver qualquer equação cúbica {\displaystyle ax^{3}+bx^{2}+cx+d=0}. Assim, outros problemas geométricos que envolvem equações cúbicas também podem ser tratados com dobraduras, tais como a trissecção de um ângulo e a construção de um heptágono regular.